# Stade Francis Le Basser
El Stade Francis-Le-Basser es un estadio de fútbol ubicado en la ciudad de Laval en la región de Países del Loira, Francia. Fue inaugurado en 1971 y posee una capacidad para 11.107 personas, es utilizado por el club Stade Lavallois Mayenne Football Club que milita en la Ligue de Football Professionnel.

## Historia
El estadio inaugurado en agosto de 1971, fue construido por iniciativa y gestión del alcalde de la ciudad Francis Le Basser, la capacidad del estadio se incrementó de 11.000 a 20.000 plazas en 1978.
Durante la temporada 2001-2002, el Stade Francis-Le-Basser experimentó algunos cambios. Además de la remoción de la pista de atletismo, se construyó una nueva grada, denominada Tribune Nord, para cumplir con los estándares de la Liga Nacional de Fútbol. Este nuevo stand sustituye al antiguo stand "Premières".
En 2021 se presentó un proyecto a largo plazo para la transformación total del estadio, de manera de cerrarlo con cuatro gradas, cuya construcción finalice en la temporada 2025-26.
La mayor asistencia que se conoce en este estadio data de la temporada 1979-80, cuando el Stade Lavallois recibió al AS Saint-Étienne el 24 de agosto de 1979 ante 20.849 espectadores. Otro récord de asistencia, tuvo lugar el 4 de diciembre de 1976, cuando Laval venció 3 a 1 a Saint-Étienne frente a 20.000 espectadores.